# Lipowo (Ostróda)
Lipowo, auch: Lipowo (Osada), (deutsch Leip) sind Orte in der polnischen Woiwodschaft Ermland-Masuren. Sie gehören zur Gmina Ostróda (Landgemeinde Osterode in Ostpreußen) im Powiat Ostródzki (Kreis Osterode in Ostpreußen).

## Geographische Lage
Das Dorf Lipowo liegt im Westen der Woiwodschaft Ermland-Masuren, 15 Kilometer südwestlich der Kreisstadt Ostróda (deutsch Osterode in Ostpreußen). Die Grenze zwischen der Provinz Ostpreußen und der Provinz Westpreußen – sie war hier von 1920 bis 1939 die Staatsgrenze zu Polen – lag nur wenige hundert Meter südwestlich des Dorfes.
Die Siedlung Lipowo (Osada) umfasst den Bereich des früheren Gutsbezirks Leip und liegt südöstlich des Dorfes.

## Geschichte

### Ortsgeschichte
Im Jahre 1328 wurde Lypow – nach 1328 Lipgow und vor 1785 Leipe genannt – gegründet. Das Land wurde Joduta sowie Walter von Lypow (wohl der Namensgeber des Ortes) von Luther von Braunschweig zur Besiedlung verliehen.
Das Gut Lipowo gehörte 1650 dem Christian Reinhold Finck sowie Martin Kosziewski. Auf dem Anwesen gab es 500 Schafe.
Am 7. Mai 1874 wurde Leip Amtsdorf und damit namensgebend für einen Amtsbezirk im Kreis Osterode in Ostpreußen im Regierungsbezirk Königsberg (ab 1905: Regierungsbezirk Allenstein) in der preußischen Provinz Ostpreußen. Im Jahre 1910 zählte die Landgemeinde Leip 239 und der Gutsbezirk Leip 195 Einwohner.
Am 30. September 1928 schloss dich die Landgemeinde Leip mit dem Gutsbezirk Leip und dem Gutsbezirk Balzen (polnisch Bałcyny) zur neuen Landgemeinde Leip zusammen. Die Zahl der Einwohner der so neu geformten Landgemeinde belief sich 1933 auf 651 und 1939 auf 623.
Mit dem gesamten südlichen Ostpreußen wurde Leip 1945 in Kriegsfolge an Polen abgetreten. Das Dorf erhielt die polnische Namensform „Lipowo“. Zugeordnet sind die Ortsteile Bałcyny (Balzen), Ciemniak (Dunkelwalde) und Marynowo (Marienhof). Lipwow ist heute mit dem Sitz eines Schulzenamts (polnisch Sołectwo) eine Ortschaft im Verbund der Landgemeinde Ostróda (Osterode i. Ostpr.) im Powiat Ostródzki (Kreis Osterode in Ostpreußen), bis 1998 der Woiwodschaft Olsztyn, seither der Woiwodschaft Ermland-Masuren mit Sitz in Olsztyn (Allenstein) zugehörig. Im Jahre 2011 zählte Lipowo 390 Einwohner.

### Amtsbezirk Leip (1874–1945)
Zum Amtsbezirk Leip gehörten bei seiner Errichtung vier Orte. Am Ende waren es noch zwei:
| Deutscher Name                           | Polnischer Name | Anmerkungen                                 |
| ---------------------------------------- | --------------- | ------------------------------------------- |
| Balzen                                   | Bałcyny         | 1928 in die Landgemeinde Leip eingegliedert |
| Hasenberg nach 1910 bis 1945: Haasenberg | Zajączki        |                                             |
| Leip                                     | Lipowo          |                                             |
| Leip (Gut)                               | Lipowo (Osada)  | 1928 in die Landgemeinde Leip eingegliedert |

1945 bildeten nur noch die Gemeinden Haasenberg und Leip den Amtsbezirk Leip.

## Kirche
Bereits im Jahre 1334 gab es in Leip eine Kirche. Deren Pfarrer war Johannes Plebanus de Lipow. Ab 1532 amtierte hier der erste lutherische Geistliche namens Michael Wichert.

### Kirchengebäude
Bei dem Gotteshaus von 1334 handelte es sich um ein Bauwerk aus Holz. Es wurde um 1715 durch eine neu errichtete Holzkirche ersetzt. Diese musste 1922 wegen Baufälligkeit abgerissen werden. Die Reste der Kirchenausstattung wurden im Gemeindehaus aufgestellt, in dem künftig die Gottesdienste stattfanden. Unter den Ausstattungsgegenständen befanden sich die Altarwand von 1789 sowie Teile der Emporenbrüstungen, außerdem die Kanzelwand von 1680, ein Leuchter und eine Taufschale.
Bis 1945 fanden in Leip lutherische Gottesdienste der Gemeinde der Evangelischen Kirche der Altpreußischen Union statt. Beim Einmarsch der Roten Armee in Masuren wurde Leip nicht verschont: zahlreiche Gebäude funktionierte man in Schlafsäle oder Lagerhäuser und Ställe um. Im Sommer 1945 wurde der Gottesdienstraum im Gemeindehaus ein Getreidelager. Seit 1946 befindet sich hier die Kapelle der Evangelisch-methodistischen Kirche (EmK).

### Kirchengemeinde

#### Evangelisch (-lutherisch)

##### Kirchengeschichte
Wenige Jahre nach Einführung der Reformation in Ostpreußen übernahm die Kirche in Leip das evangelische Bekenntnis, wohl auch und gerade im Zusammenhang der von dem Reformator Paul Speratus entwickelten kirchlichen Rechtsordnung. Über Jahrzehnte waren die Pfarrer in Leip auch zuständig für die Kirche in Marienfelde (polnisch Glaznoty), kurzzeitig auch für die in Bergfriede (polnisch Samborowo) und in Groß Schmückwalde (Smykowo). Die Gottesdienste wurden sowohl in polnischer als auch in deutscher Sprache gehalten.
Der von 1713 bis 1721 amtierende Pfarrer Johann Barfkowius war Autor von Choraltexten, die er – wie andere Texte auch – zudem ins Polnische übersetzte. Von 1817 bis 1894 war Leip keine eigenständige Gemeinde mehr. Das änderte sich 1894, als dann auch hier ein Pfarrhaus errichtet wurde.
Bis 1945 war Leip in den Superintendenturbezirk Osterode (polnisch Ostróda) im Kirchenkreis Osterode innerhalb der Kirchenprovinz Ostpreußen der Kirche der Altpreußischen Union eingegliedert. Das Kirchenpatronat hatte der Gutsbesitzer von Haasenberg (polnisch Zajączki) inne. Im Jahre 1925 zählte das Kirchspiel Leip 1612 Gemeindeglieder, die in sechs Ortschaften wohnten.
Flucht und Vertreibung der einheimischen Bevölkerung in den Kriegs- und Nachkriegsjahren löschten die Existenz der evangelischen Gemeinde in dem dann „Lipowo“ genannten Ort aus. Die heute hier lebenden evangelischen Gemeindeglieder lutherischen Bekenntnisses halten sich zur Kirchengemeinde in der Kreisstadt Ostróda innerhalb der Diözese Masuren der Evangelisch-Augsburgischen  Kirche in Polen.

##### Kirchspielorte
Zum Kirchspiel Leip gehörten bis 1945 die Orte:
| Deutscher Name                            | Polnischer Name |  | Deutscher Name                            | Polnischer Name |
| ----------------------------------------- | --------------- |  | ----------------------------------------- | --------------- |
| Balzen                                    | Bałcyny         |  | Neu Görlitz                               | Nowa Gierłoż    |
| * Hasenberg nach 1910 bis 1945 Haasenberg | Zajączki        |  | * Preußisch Görlitz 1914 bis 1945 Görlitz | Gierłoż         |
| * Leip                                    | Lipowo          |  | * Röschken                                | Reszki          |

##### Pfarrer
An der Kirche Leip amtierten bis 1945 als evangelisch (-lutherische) Geistliche:
- Michael Wichert, ab 1532[9]
- Caspar Frantz, 1542
- Stanislaus Zagroczin, 1553/1564
- Johann Kinas, 1590
- Martin Schubert, ab 1591
- Johann Peter, bis 1613
- Daniel Nebe, bis 1616
- Moses Sollarovius, 1650/1651
- Heinrich Jambrowius, 1669
- Johann Stolciewski
- Paul Penski. 1692–1707
- Johann Barfkowius, 1713–1721
- Christoph Cudny, 1721–1739
- Friedrich Richter, 1739–1746
- Johann Christian Petersen, 1746–1747
- Johann Christoph Schwartz, 1748–1757
- Stanislaus Martin Wannowius, 1757–1762
- Johann Preuß, 1762–1769
- Johann Christoph Poplawski, 1769–1772
- Andreas Skubich, 1772–1775
- Michael Benck, 1775–1782
- Friedrich Ernst Eichel, 1782–1788
- Johann Georg von Borstein, 1788–1794
- Daniel Jacob Mrozeck, 1795–1801
- Friedrich Heinrich Ludwig Kelch, 1801–1806
- Jakob Drubba, 1806–1810
- Johann Salomo Getzuhn, 1812–1814
- Johann Heinrich Sinogowitz, 1815–1817
- Max Emil Oskierski, 1897–1914
- Karl Ernst Czygan, 1914–1923
- Walter Vonthein, 1923–1927
- Erich Geyer, 1933–1945

#### Evangelisch-methodistisch
Nach dem Ende der evangelisch (-lutherischen) Gemeinde in Lipowo blieb der Ort der protestantischen Tradition treu: nach Ostróda und in die Umgebung kamen Mitglieder der Evangelisch-methodistischen Kirche (EmK), die in der Kreisstadt und vielen Dörfern die Kirchen übernahmen. So auch in Lipowo. Am 13. August 1945 begann der Rat des Okręg Mazurski („Bezirk Masuren“) der EmK in Olsztyn (Allenstein) mit der Organisation des kirchlichen Lebens. Der Gottesdienstraum im Gemeindehaus wurde als Kapelle wiederhergerichtet, und am 17. Februar 1946 feierte man den ersten Gottesdienst. Erster Geistlicher war Pfarrer A. Liszkiewicz. Er hatte anfangs ein bis nach Smykowo (Groß Schmückwalde) und Franciszkowo (Freudenthal) und Kurki (Kurken) reichendes Filialnetz zu betreuen. Bis heute ist Lipowo  evangelisch-methodistischer Pfarrsitz.

#### Römisch-katholisch
In Leip resp. Lipowo fasste die Römisch-katholische Kirche nicht recht Fuß. Die katholischen Einwohner gehörten zur Pfarrei in Marienfelde (polnisch Glasznoty), und noch heute ist das dortige Gotteshaus die zuständige Pfarrkirche. Sie ist eingebettet in das Dekanat Grunwald (Grünfelde) im Erzbistum Ermland.

## Verkehr
Lipowo liegt an einem Abschnitt der früheren deutschen Reichsstraße 78, heute an der Trasse der polnischen Landesstraße 15, die vier Woiwodschaften miteinander verbindet und von Trzebnica (Trebnitz) bis nach Ostróda (Osterode i. Ostpr.) führt. In Lipowo wird sie von der Kreisstraße (polnisch Droga powiatowa, DP) 1233N gekreuzt, die von Wirwajdy (Warweiden) bis nach Wygoda (Ruhwalde) verläuft. Von Bałcyny (Balzen) besteht eine Straßenverbindung über Marynowo (Marienhof) nach Lipowo.
Eine Anbindung an den Bahnverkehr besteht für Lipowo nicht.

## Persönlichkeiten

### Mit dem Ort verbunden
- Jan Gross (1938–2014), polnischer lutherischer Theologe, Präses der Synode der Evangelisch-Augsburgischen Kirche in Polen, war von 1961 bis 1963 Pfarrer in Lipowo sowie Glaznoty und Dąbrówno